# Tant qu'il nous reste des fusils à pompe

Tant qu'il nous reste des fusils à pompe est un court métrage français de Caroline Poggi et Jonathan Vinel, sorti en 2014, récompensé lors du Festival du film de Berlin.

## Synopsis
Dans la chaleur de l'été, dans un village vidé de ses d'habitants, un jeune homme veut se suicider. Il fait la rencontre d'un gang armé.

## Fiche technique
- Réalisation : Caroline Poggi et Jonathan Vinel
- Production : Groupe de recherche et d'essais cinématographiques[1]
- Lieu de tournage : Midi-Pyrénées
- Durée : 30 minutes
- Date de sortie : 10 avril 2014

## Distribution
- Lucas Domejean : Joshua
- Nicolas Mias : Maël
- Naël Malassagne : Sylvain

## Distinctions
- Ours d'Or du meilleur court-métrage au Festival du film de Berlin 2014[2]
- Prix du meilleur court-métrage lors du Festival international du film indépendant de Bordeaux